# Suore di San Giuseppe di Cracovia
Le suore di San Giuseppe (in polacco Sióstry Świętego Józefa) sono un istituto religioso femminile di diritto pontificio: le suore di questa congregazione pospongono al loro nome la sigla C.S.S.J.

## Storia
La congregazione fu fondata dal sacerdote Zygmunt Gorazdowski (1845-1920): per il servizio nel ricovero per mendicanti che aveva aperto a Leopoli, Gorazdowski fece giungere da Ternopol alcune terziarie francescane che il 17 febbraio 1884 presero l'abito religioso dando inizio all'istituto.
Le suore presero servizio in altre opere avviate da Gorazdowski: una cucina popolare, un ricovero per malati cronici, un centro per l'infanzia abbandonata e le madri senza tetto, un internato per la gioventù femminile; la congregazione continuò a espandersi anche dopo la morte del fondatore e conobbe una grande fioritura nel periodo tra le due guerre mondiali. Dopo il 1946 le religiose dovettero abbandonare Leopoli e alcune case; la sede centrale fu trasferita a Tarnów.
L'istituto, aggregato all'Ordine dei frati minori cappuccini, ricevette il pontificio decreto di lode il 1º aprile 1910 e le sue costituzioni furono approvate definitivamente il 3 agosto 1937.

## Attività e diffusione
Le suore all'assistenza ad anziani, disabili e ammalati, alla cura degli orfani, all'educazione dell'infanzia e della gioventù, alle opere parrocchiali e al lavoro nelle missioni.
Sono presenti in Polonia, in Ucraina, in Brasile e in Africa (Camerun, Repubblica del Congo, Repubblica Democratica del Congo, Gabon); la sede generalizia è a Cracovia.
Alla fine del 2008 la congregazione contava 508 religiose in 71 case.